# Ред Булл Гана
«Ред Булл» (англ. Red Bull Ghana) — ганский футбольный клуб из города Согакоп. Основан в 2008 году.

## История
В 2006 году Red Bull GmbH купила у австрийского бизнесмена Дитмара Риглера (тогдашнего президента «Вольфсберга» и владельца фирмы RZ Pellets) существующую футбольную школу под названием Soccer School of Lavanttal в Согакопе. Вскоре Red Bull GmbH построила новый стадион вместимостью 1000 зрителей, а также два тренировочных поля. В 2009 году клуб поднялся из Первой лиги в Премьер-лигу. В 2010, 2011 годах «Ред Булл Гана» в чемпионате занимал 5-е места, а в 2012 году — 6-е место. В 2014 году клуб, заняв последнее место вылетел из Премьер-лиги. Летом 2013 года Red Bull GmbH решила расформировать футбольный клуб. После закрытия клуба академия и стадион Ред Булла были проданы академии «Фейеноорда» в Гане.

## Последний состав
Примечание: Флаги указываются, так как игрок может иметь более одного гражданства по правилам ФИФА.
| № |      | Позиция | Игрок                |
| - | ---- | ------- | -------------------- |
|   | Гана |         | Сильвестр Сакей      |
|   | Гана |         | Исаак Тетте          |
|   | Гана |         | Лоуренс Ати-Зиги     |
|   | Гана |         | Ричард Кеннет Асиама |
|   | Гана |         | Робен Аква           |
|   | Гана |         | Исаак Кваку Дуа      |
|   | Гана |         | Робин Гнагне         |
|   | Гана |         | Адам Фусейни         |
|   | Гана |         | Альберт Атсу Дотсе   |
|   | Гана |         | Дэвид Атанга         |
|   | Гана |         | Деннис Хутор         |

| № |      | Позиция | Игрок                 |
| - | ---- | ------- | --------------------- |
|   | Гана |         | Ибрахим Адам Гариба   |
|   | Гана |         | Джозеф Куджо          |
|   | Гана |         | Баба Муса-младший     |
|   | Гана |         | Даниель Аджей         |
|   | Гана |         | Сет Пантсил           |
|   | Гана |         | Рэнди Энтони          |
|   | Гана |         | Рафаэль Двамена       |
|   | Гана |         | Энчиль Брайт          |
|   | Гана | Нап     | Мохаммед Тавфик Якубу |
|   | Гана |         | Самуэль Кваме Овусу   |

## Главные тренеры
- Даниель Хейдеманн 2006—2011
- Эелько Шаттори 2011—2012
- Сипке Хулшофф 2012—2014

## Титулы
- Первая лига Ганы
- Победитель (1):2008/09